# Gare de Puybrun
Gare de Puybrun vasútállomás Franciaországban, Puybrun településen.

## Vasútvonalak
Az állomást az alábbi vasútvonalak érintik:
- Souillac-Viescamp-sous-Jallès-vasútvonal

## Kapcsolódó állomások
A vasútállomáshoz az alábbi állomások vannak a legközelebb:
- Gare de Bétaille
- Gare de Bretenoux - Biars